# Kuggö
Kuggö med Sandudden och Kuggö skatan är en ö i Finland. Den ligger i Skärgårdshavet och i kommunen Pargas i den ekonomiska regionen  Åboland i landskapet Egentliga Finland, i den sydvästra delen av landet. Ön ligger omkring 33 kilometer söder om Åbo och omkring 150 kilometer väster om Helsingfors.
Öns area är 1,22 kvadratkilometer och dess största längd är 2,9 kilometer i sydväst-nordöstlig riktning. Ön höjer sig omkring 30 meter över havsytan.

## Sammansmälta delöar
- Kuggö 60°09′00″N 22°10′04″Ö / 60.15007°N 22.16774°Ö
- Sandudden 60°08′46″N 22°09′02″Ö / 60.14605°N 22.15053°Ö
- Kuggö skatan 60°08′34″N 22°08′56″Ö / 60.14287°N 22.14896°Ö